# Хунаккеель
Хунаккеель або Хунак-Кеель (*2-га пол. XII ст. — поч. XIII ст.) — маянський політичний та військовий діяч, засновник династії Кокомів в Маяпан, знищив могуть Чичен-Іци.

## Життєпис
Головне джерело про діяльність Хунак-Кееля — це Чилам Балам з Чумауеля. Замолоду був відомий як Кауїч. Був військовиком міста-держави Маяпан. Під час церемонії біля священного сеноту кинувся туди й пірнув у воду. За одними відомостями він випірнув через декілька хвилин, за іншими — просидів всю ніч (можливо тримався біля стін над водою). Ймовірніший перший варіант. Кауїч скористався вірою мая у надприродне й оголосив, що спілкувався з богом дожу Чаком, який повідомив про майбутній врожай і те, що тепер Кауїч стає правителем Маяпану. Ах-Меш-К'уук вимушений був поступитися. За іншою версією останній відчував бажання Кауїча захопити владу, тому готувався принести в жертву того. Втім Кауїч проявив ініціативу, а після того як виліз з сеноту і оголосив волю бога, сам скинув у сенот Ах-Меш-К'уука.
Після захоплення влади в Маяпані Кауїч змінив ім'я на Хунак-Кеель («Великий та молодий», інший варіант «Досконалий і вродливий») і наказав скинути у воду всі сетли правителів, що були до нього. Бажаючи викресли з пам'яті діяльність інших ахавів (царів).
Водночас він вирішив здобув самостійність від мая-тольтекських праивтелів Чичен-Іци. Для цього було укладено союз з Ушмалєм та Ісамалєм. У 1194 році він розпочав повстання проти Чичен-Іци, скориставшись як приводом викраденням представником Чичен-Іци нареченої у Ах-Вуліля, правителя Ісамаля. Коаліція на чолі із Маяпаном здолала війська Чичен-Іци, завдавши поразки в битві біля Чикенчеена, а потім через 222 дні захопило саме місто. Володар останнього — Чак-Шиб-Чак — втік до Петен-Іци. Після цього було встановлено гегемонію Маяпана на Юкатані, а Хунак-Кеель прийняв титул халач-вінік замість ахава. Водночас прийняв титул верховного жерця під іменем Аш-Нашіт-Кукулькан.
Після цього Чичен-Іца стала васалом Маяапану, куди Хунак-Кеель призначив намісників з числа представників поваленої династії, проте вони повинні були постійно перебувати в Маяпані. Водночас провів заходи з централізації влади та посилення військової моці, найнявши вояків з території сучасного штату Табаско. Влада Хунак-Кееля розповсюдилася на увесь Юкатан. Правив до близько 1210 року, за іншими відомостями до 1221.